# 瓦当库尔 (埃纳省)
瓦当库尔（法語：Vadencourt，法語發音：[vadɑ̃kuʁ]）是法国上法蘭西大區埃纳省的一个市镇，属于韦尔万区。

## 地理
瓦当库尔（49°55'45"N, 3°34'44"E）面积12.24 平方千米，位于法国上法蘭西大區埃纳省，该省份为法国北部内陆省份，北起北部省，西接索姆省和瓦兹省，东临阿登省和马恩省，西南至塞纳-马恩省，东北部与比利时接壤。
与瓦当库尔接壤的市镇（或旧市镇、城区）包括：艾松维尔-贝诺维尔、格鲁吉、吉斯、莱基耶勒圣日耳曼、努瓦亚勒、普鲁瓦、大韦尔利、小韦尔利。

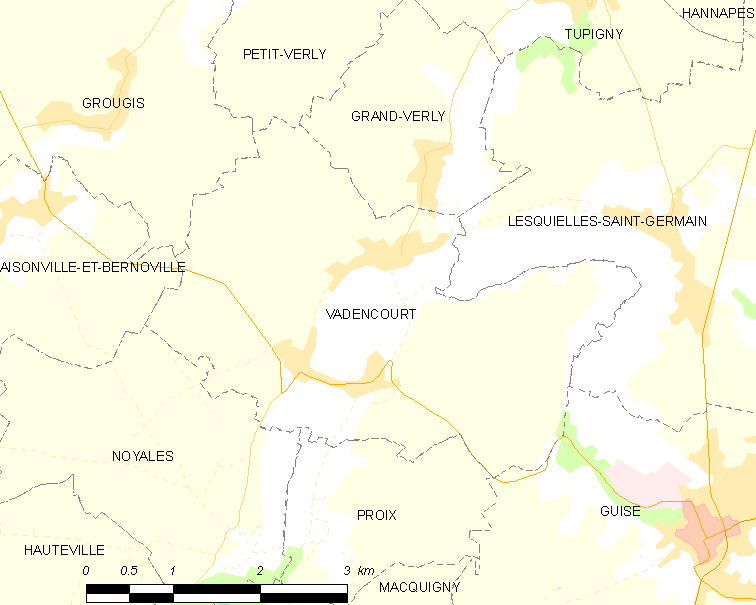
的OSM定位图

瓦当库尔的时区为UTC+01:00、UTC+02:00（夏令时）。

## 行政
瓦当库尔的邮政编码为02120，INSEE市镇编码为02757。

## 政治
瓦当库尔所属的省级选区为吉斯县。

## 人口

1962-2008年间人口变化图示

瓦当库尔于2022年1月1日时的人口数量为511人。